# Лотар II
Лотар II (на немски: Lothar II.; * 835; † 8 август 869, Пиаченца) е франкски крал от 855 до 869 г. от фамилията на Каролингите.

## Биография
Той е вторият син на император Лотар I и съпругата му Ирмингард фон Тур.
След смъртта на баща му († 855) неговото царство Lotharii Regnum (или Среднофранкско кралство), е разделено между неговите трима сина (разделението от Прюм): най-големият син Лудвиг получава Италия и императорската титла, Лотар II получава Кралство Лотарингия, включително резиденцията Аахен, и най-малкият син Карл получава Прованс и Бургундия. Царството на Лотар II – Лотарингия, обхваща територията на днешните Фризия, Нидерландия и Райнланд.
Лотар II е женен от ок. 855 г. за Теутберга от рода Бозониди, дъщеря на граф Бозон от Арл. Двамата нямат деца. Лотар се разделя с нея, за да се ожени през 862 г. за метресата си Валдрада, с която вече има син Хуго. Не получава развод.
Лотар умира през 869 г. по време на връщането му от посещението му при папа Адриан II в Рим. Погребан е в манастира „Св. Антонин“ при Пиаченца.
След смъртта на Лотар Средното кралство е разделено през 870 г., според договора от Меерсен, между Карл Плешиви и Лудвиг Немски.
Теутберга става през 869 г. абтеса на Sainte-Glossinde в Мец и умира пр. 25 ноември 875 г. Валдрада умира сл. 9 април 868 г. като калугерка в манастира Ремирмон.

## Деца
Лотар II и Валдрада имат четири деца:
- Хуго (* 855/860; † сл. 900), херцог в Елзас
- Гизела от Нивел (* 860/865; † 907), абтеса на Нивел и Фос
- Берта от Лотарингия (863 – 925), графиня на Арл и маркграфиня на Тусция
- Ерменгард († 6 август сл. 895/898), калугерка